# Lijst van personen uit Berkeley
Deze lijst van personen geeft een (incompleet) overzicht van personen uit de Amerikaanse stad Berkeley (Californië). De lijst omvat personen die in de stad geboren zijn, wonen of gewoond hebben en/of overleden zijn en is gerangschikt naar geboortejaar.

## Geboren in Berkeley

### Voor 1940

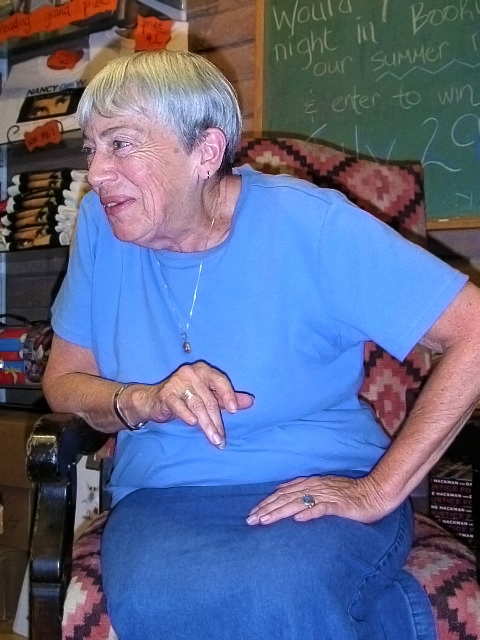
Schrijfster Ursula Le Guin (1929-2018)

- Kenneth Street (1920 – 2006), scheikundige
- Scott Crossfield (1921 – 2006), marine-officier en testpiloot
- James Ivory (1928), filmregisseur
- Ursula Le Guin (1929 – 2018), schrijfster
- Don Walsh (1931 – 2023), oceanograaf en marinier

### 1940 – 1949
- Walter Alvarez (1940), geoloog

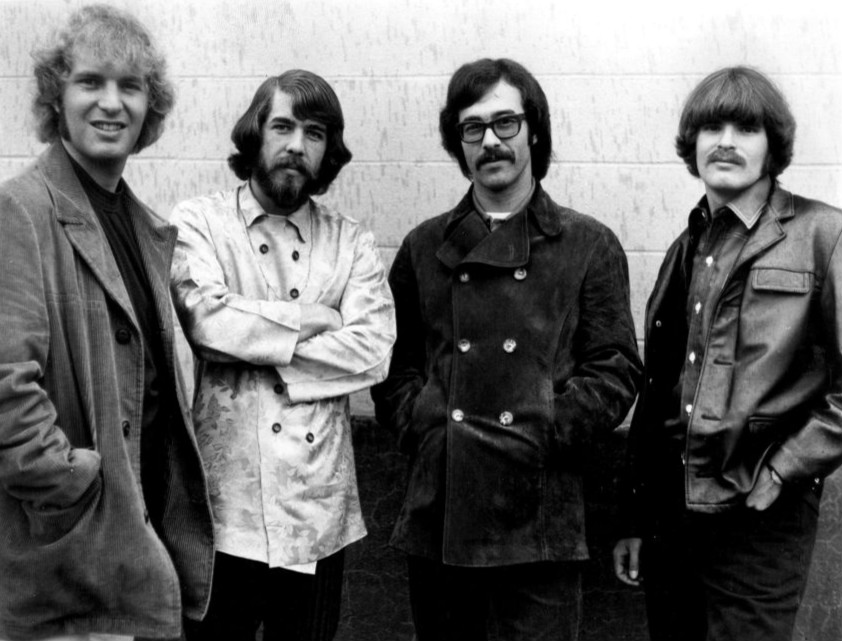
Zanger en gitarist Tom Fogerty (1941-1990, links) en zanger en gitarist John Fogerty (1945, rechts)

- Tom Fogerty (1941 – 1990), zanger en gitarist
- Karen Grassle (1942), actrice
- Terry McGovern (1942), acteur, radiopersoonlijkheid, stemacteur en acteerinstructeur
- Ralph Humphries (1944), slagwerker en percussionist
- Mike Post (1944), componist
- John Fogerty (1945), zanger en gitarist
- Julie Heldman (1945), tennisster
- Richard North Patterson (1947), schrijver

### 1950 – 1959

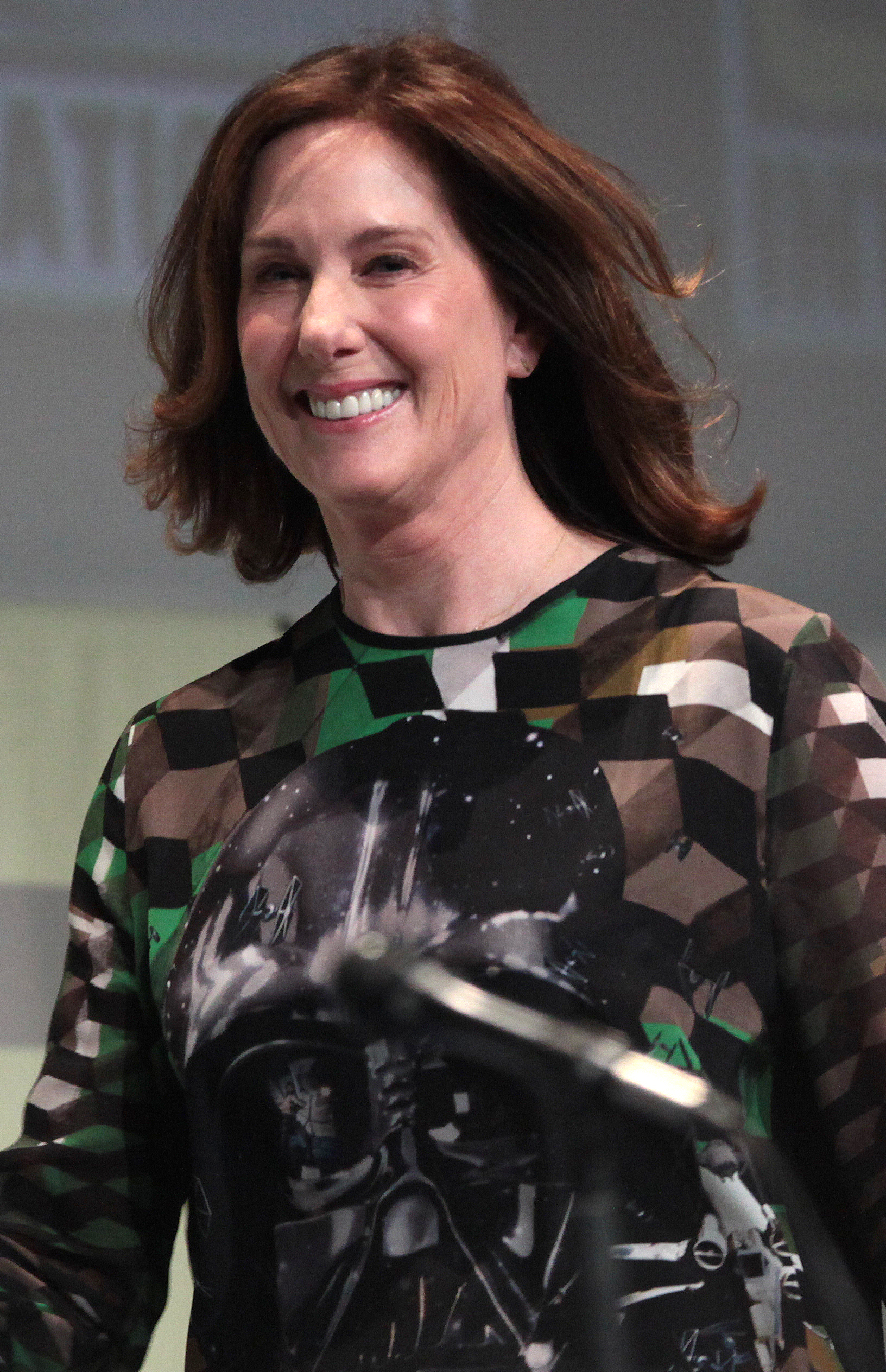
Filmproducente Kathleen Kennedy (1953)

- Kent Nagano (1950), dirigent en operabestuurder
- Ernie Wasson (1950), botanicus en tuinbouwkundige
- Kathleen Kennedy (1953), filmproducente
- Brad Lackey (1953), motorcrosser
- Peter Buck (1956), gitarist
- Curtis McMullen (1958), wiskundige en hoogleraar
- Nina Hartley (1959), pornoactrice

### 1960 – 1969

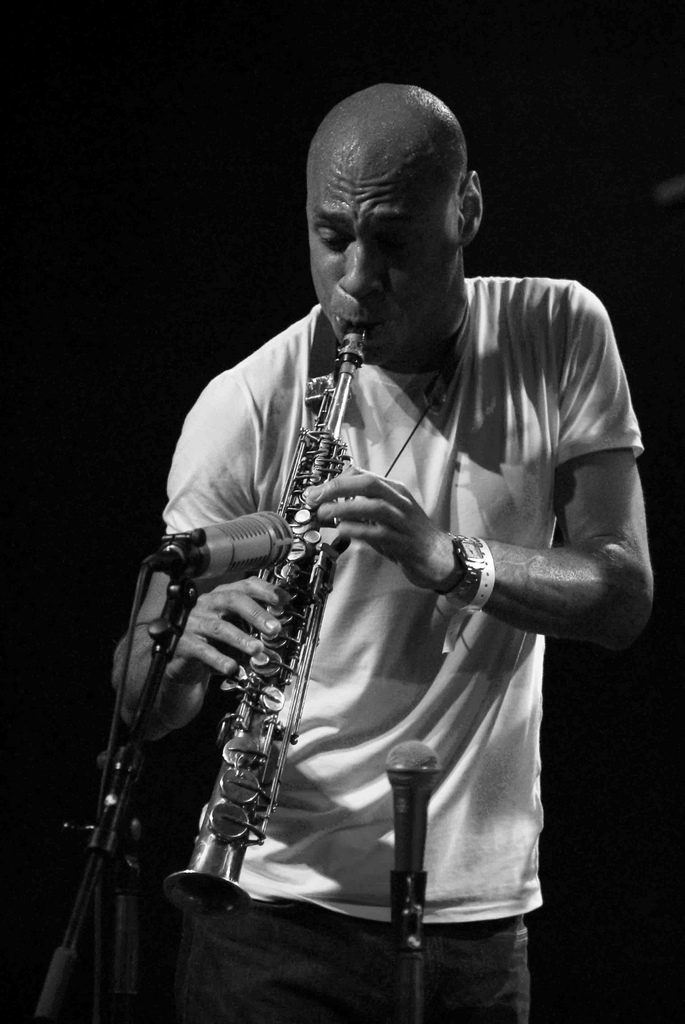
Saxofonist Joshua Redman (1969)

- Mike Mignola (1960), striptekenaar en -schrijver
- Melissa Sue Anderson (1962), actrice
- Jane Sibbett (1962), actrice
- Daphne Zuniga (1962), actrice
- Matt Freeman (1966), muzikant
- Kate Hodge (1966), actrice en filmproducente
- Alex Skolnick (1968), gitarist
- Jesse Michaels (1969), tekstschrijver en gitarist
- Mariko Peters (1969), Nederlands politica
- Joshua Redman (1969), saxofonist

### 1970 – 1979
- Dylan Casey (1970), wielrenner
- Ben Affleck (1972), acteur
- Mike Dirnt (1972), bassist

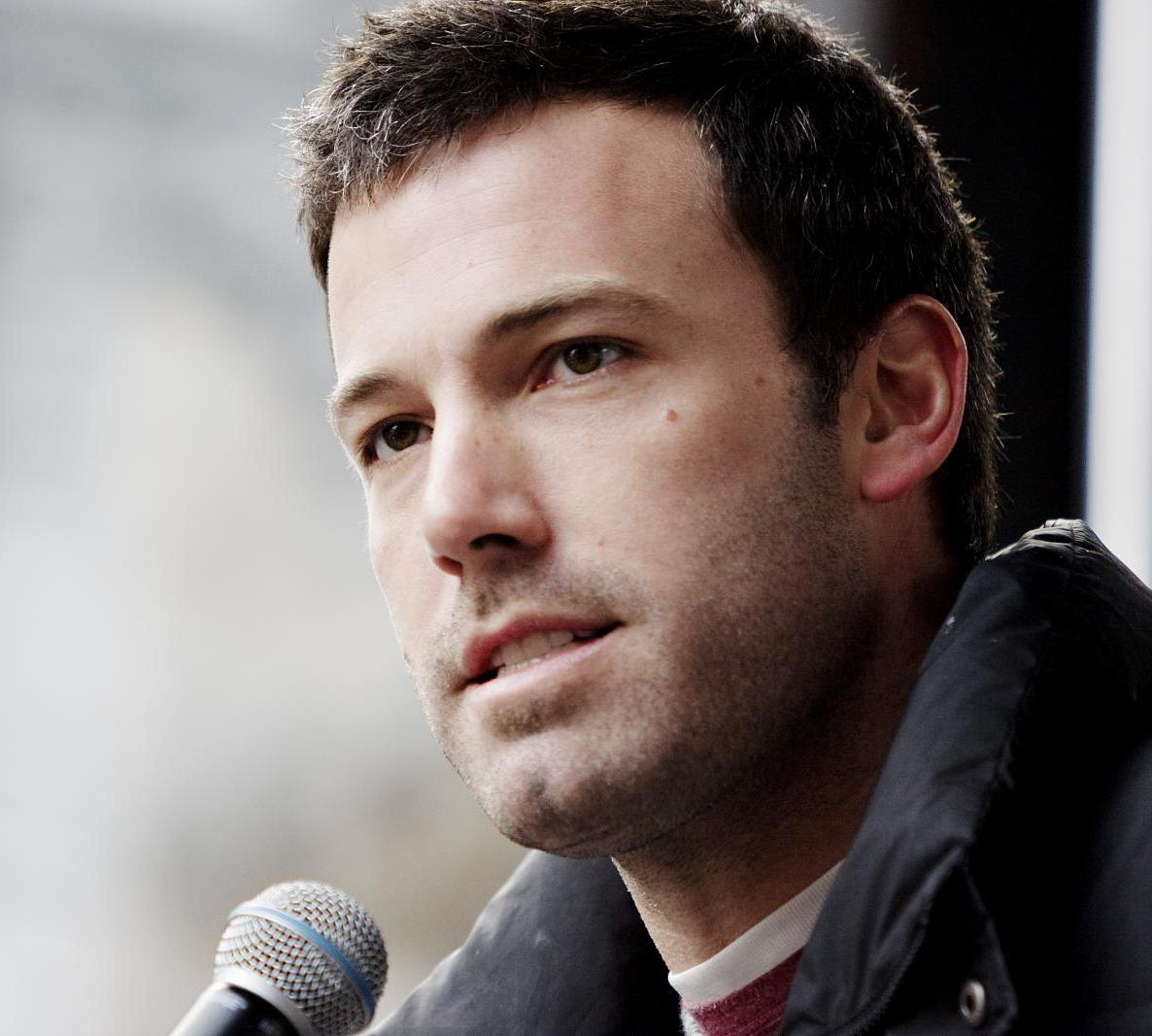
Acteur Ben Affleck (1972)

- Rebecca Romijn (1972), fotomodel, presentatrice en actrice
- Grace Upshaw (1975), verspringster
- Ben Jacques-Maynes (1978), wielrenner
- Andy Samberg (1978), acteur

### 1980 – 1999

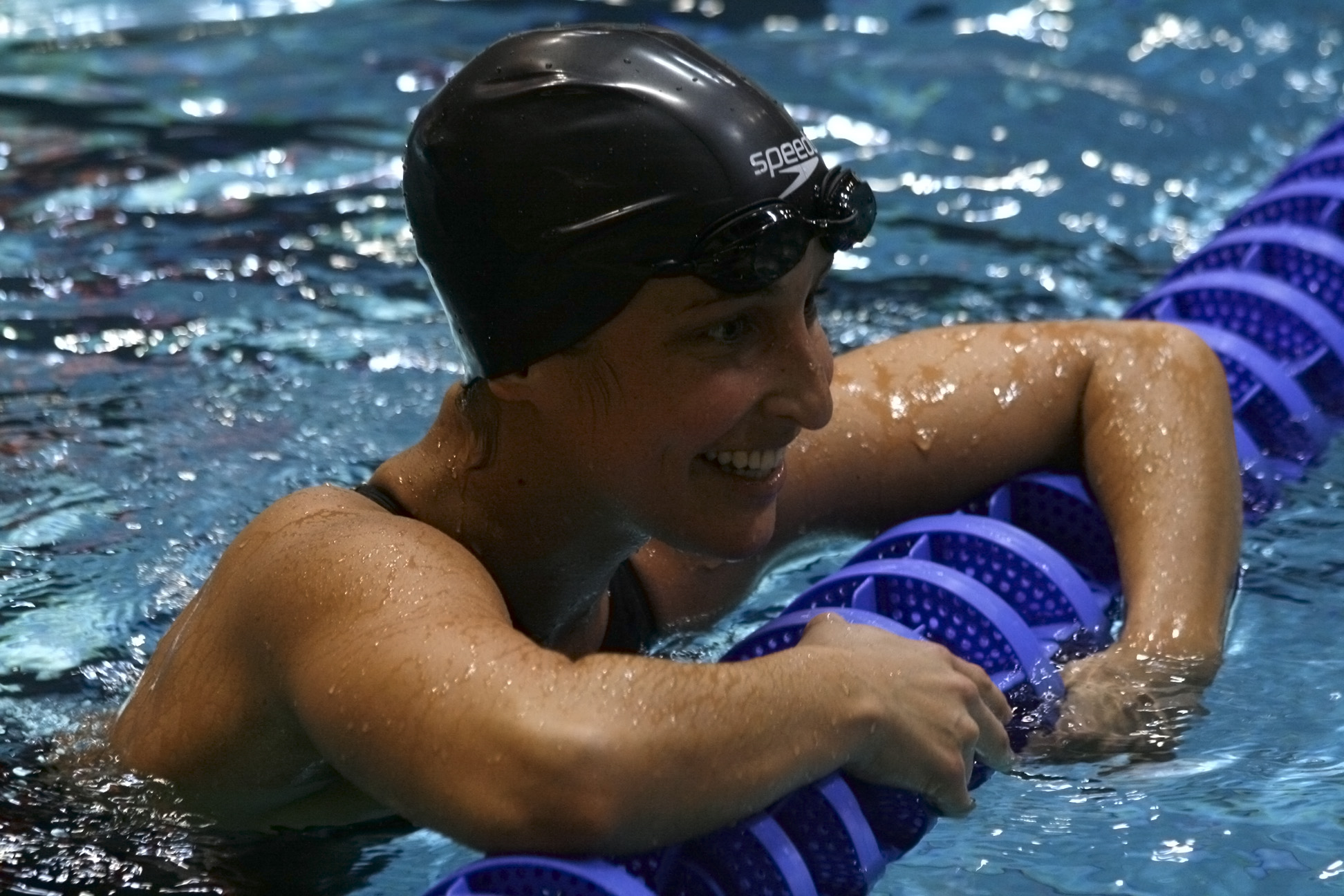
Zwemster Kim Vandenberg (1983)

- Nicole Richie (1981), realitysoapster en actrice
- Kim Vandenberg (1983), zwemster
- Kamani Hill (1985), voetballer
- Niles Hollowell-Dhar (1988), DJ/producer
- Lil B (1989), rapper
- Ari'el Stachel (1991), acteur
- Sydney Park (1997), actrice en komiek

## Gewoond

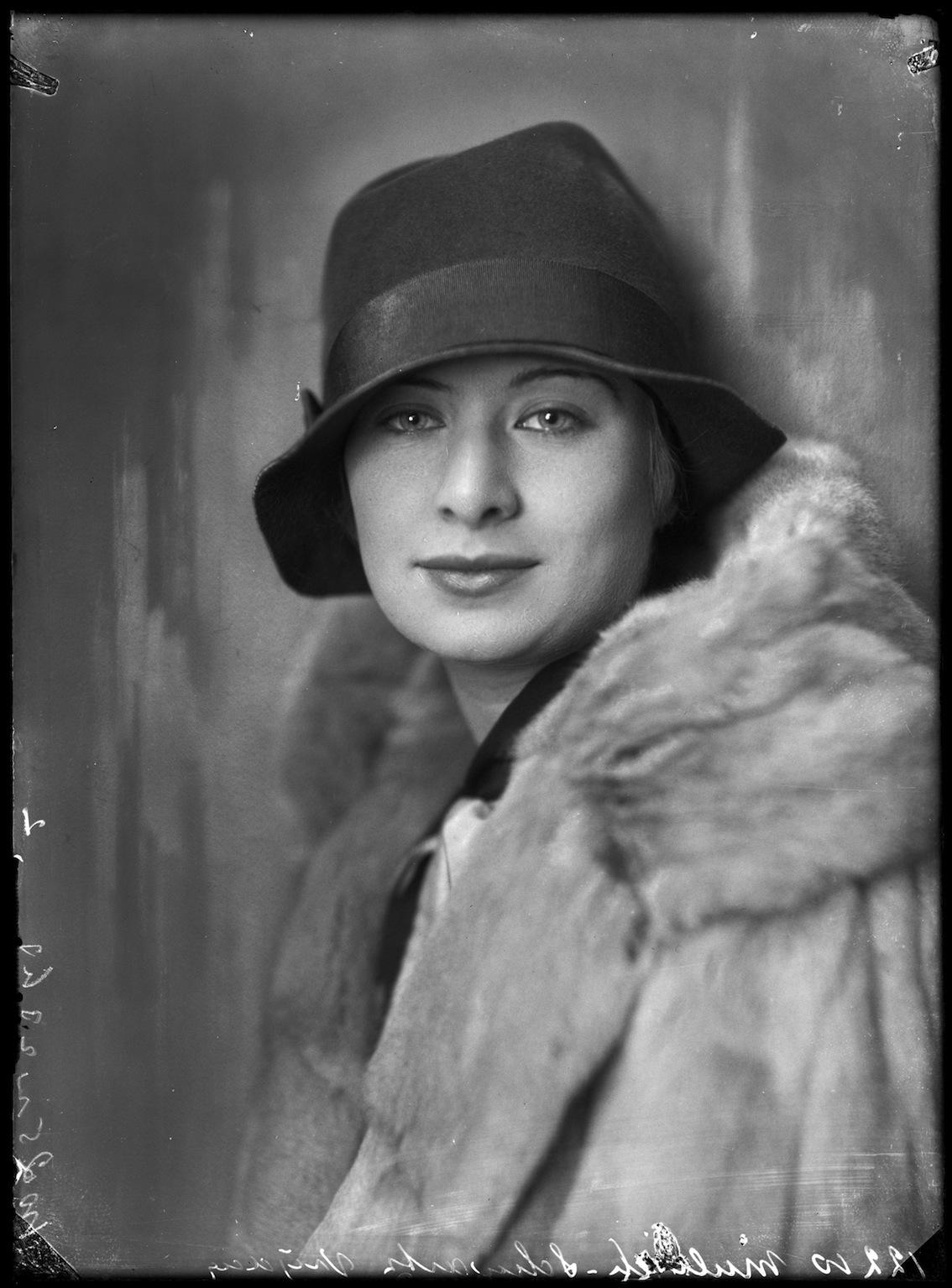
Alice Schwarz (1908-1996)

- Alice Schwarz (1908 – 1996), moeder van Harry Mulisch
- Maudelle Shirek (1913 – 2013), raadslid
- Albert Dolmans (1928 – 2021), Nederlands-Amerikaans kunstschilder
- Les Blank (1935 – 2013), documentairemaker
- Adam Duritz (1964), muzikant en producent

## Overleden in Berkeley

### 1930 – 1949

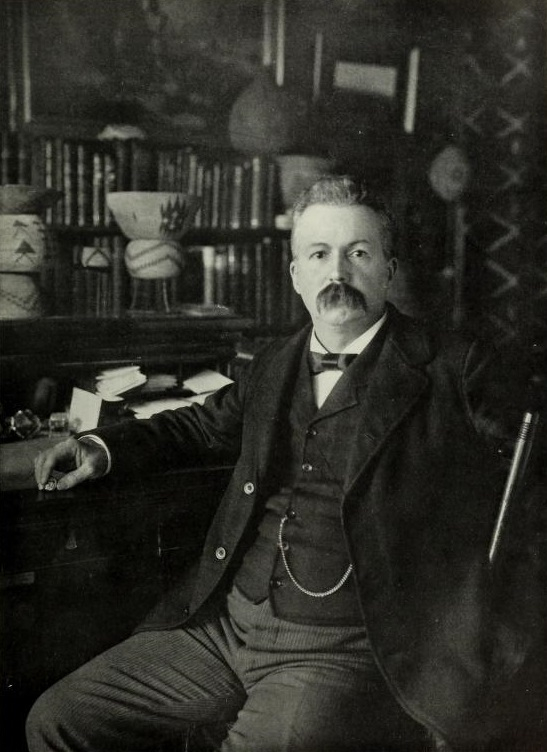
Arts, zoöloog, etnograaf en biogeograaf Clinton Hart Merriam (1855-1942)

- Florian Cajori (1859 – 1930), wiskundig historicus
- Clinton Hart Merriam (1855 – 1942), arts, zoöloog, etnograaf en biogeograaf
- Gilbert Lewis (1875 – 1946), scheikundige
- Clement Calhoun Young (1869 – 1947), onderwijzer en politicus
- Frederic L. Paxson (1877 – 1948), historicus

### 1950 – 1959
- Robert Grant Aitken (1864 – 1951), astronoom
- Stuart Daggett (1881 – 1954), econoom
- Manfred Bukofzer (1910 – 1955), Duits-Amerikaans humanist en musicoloog
- Robert Trumpler (1886 – 1956), astronoom
- Robert Lowie (1883 – 1957), antropoloog
- Bernard Maybeck (1862 – 1957), architect en hoogleraar

### 1960 – 1969

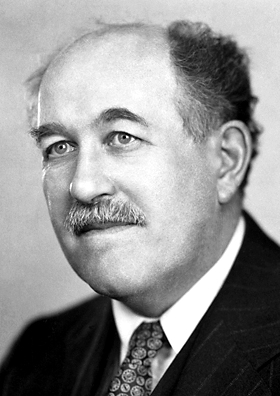
Natuurkundige Otto Stern (1888-1969)

- Arthur Holly Compton (1892 – 1962), natuurkundige
- Egon Petri (1881 – 1962), Nederlands pianist, violist, organist en muziekpedagoog
- Giles Romilly (1916 – 1967), Brits journalist
- Otto Stern (1888 – 1969), Duits-Amerikaans natuurkundige

### 1970 – 1979
- Stanley Thompson (1912 – 1972), scheikundige
- Jan Broek (1904 – 1974), Nederlands sociaal-geograaf
- Carl Ortwin Sauer (1889 – 1975), geograaf
- Gustave Reese (1899 – 1977), musicoloog en muziekdocent

### 1980 – 1989
- William Giauque (1895 – 1982), Canadees-Amerikaans scheikundige en hoogleraar
- Alfred Tarski (1901 – 1983), wiskundige en logicus
- Luis Alvarez (1911 – 1988), natuurkundige
- Burrill Phillips (1907 – 1988), componist, muziekpedagoog en pianist

### 1990 – 1999
- Melvin Calvin (1911 – 1997), ingenieur en scheikundige
- Dan Stanislawski (1903 – 1997), historisch-geograaf
- Marion Zimmer Bradley (1930 – 1999), auteur

### 2000 – 2009

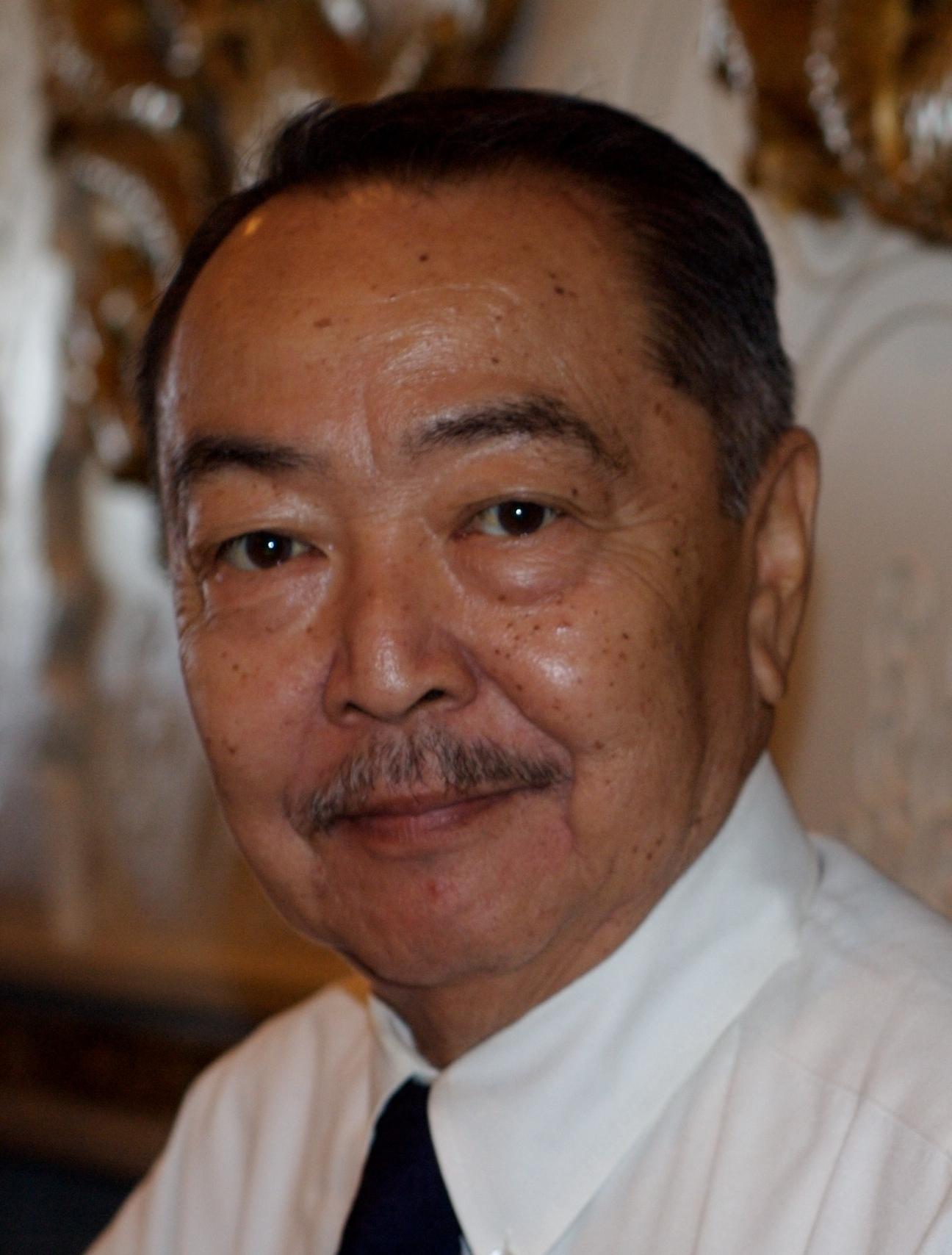
Mensenrechtenactivist Richard Aoki (1938-2009)

- John Harsanyi (1920 – 2000), Hongaars-Australisch-Amerikaans econoom
- Thomas Flanagan (1923 – 2002), schrijver en hoogleraar
- Donald Davidson (1917 – 2003), filosoof en hoogleraar
- Serge Lang (1927 – 2005), wiskundige
- Owen Chamberlain (1920 – 2006), natuurkundige
- David Gale (1921 – 2008), wiskundige en econoom
- Richard Aoki (1938 – 2009), mensenrechtenactivist

### 2010 – 2019
- Albert Ghiorso (1915 – 2010), elektrotechnicus en kernfysicus
- Gerson Goldhaber (1924 – 2010), natuurkundige en astrofysicus
- Vonetta McGee (1945 – 2010), actrice
- Philip Selznick (1919 – 2010), socioloog, rechtsgeleerde en hoogleraar
- Theodore Roszak (1933 – 2011), historicus en hoogleraar
- Ernest Callenbach (1929 – 2012), schrijver, filmrecensent en redacteur
- Jack Gilbert (1925 – 2012), dichter
- Ralph Angus McQuarrie (1929 – 2012), ontwerper en illustrator
- Donald Glaser (1926 – 2013), natuurkundige en neurobioloog
- Ron Crotty (1929 – 2015), bassist
- Charles Townes (1915 – 2015), natuurkundige en hoogleraar